# Младен Цеков
Младен Цеков е политик от Княжество България.
Роден е през 1834 г. в с. Урбабинци, тогавашна Кулска околия. 
Син на Чорбаджи Цеко, участник във въстанието от 1850 г. Дядо му - Георгий (Герго) има руски произход и по някои източници се е сражавал в армията на ген. Воронцов.
Народен представител  в I велико народно събрание (1879 г.), в I обикновено народно събрание (1879 г.) и II обикновено народно събрание (1880 г.).
На таблото с портрети на депутати в Учредителното събрание в Търново през 1879 г. има фотография надписана "Б. Таков - Видин". Такова име не присъства в списъка с народни представители, вероятно се касае за грешка при изписването на името и това да е именно Младен Цеков. Възможно е да не е присъствал на заседанията на Учредителното събрание, но да е пристигнал за Първото велико народно събрание на 17 април 1879 год. Името на Младен Цеков фигурира под №166 в списъка на депутатите, гласували за избирането на Александър Батенберг за княз на България. Участва в делегацията, избрана от Първото велико народно събрание, за да връчи лично на Батенберг решението за избора му за княз в двореца Ливадия (Крим). (Това твърдение също няма надежден източник, но има поразително сходство между лицата на двете снимки - това от общата фотография в Ливадия и "Б Таковъ" от УНС).
Младен Цеков е сред депутатите-либерали от I ОНС, подписали през декември 1879 г. изложение до Александър Батенберг срещу политиката на консервативното правителство на Васил Друмев.
С Указ № 111 от 5 март 1880 г. на княз Александър Батенберг е утвърден за почетен член на Видинския окръжен съд.
Той е дядо и съименник на Младен Цеков – унтерофицер от Втори конен полк на княгиня Мария-Луиза, участник в Балканската война от 1912 – 1913 г. Прапрадядо е на първия български президент Петър Младенов.